# Ravenea
Ravenea ist eine Pflanzengattung innerhalb der Familie der Palmengewächse (Arecaceae). Die etwa 22 Arten kommen nur auf Madagaskar und den Komoren vor.

## Beschreibung

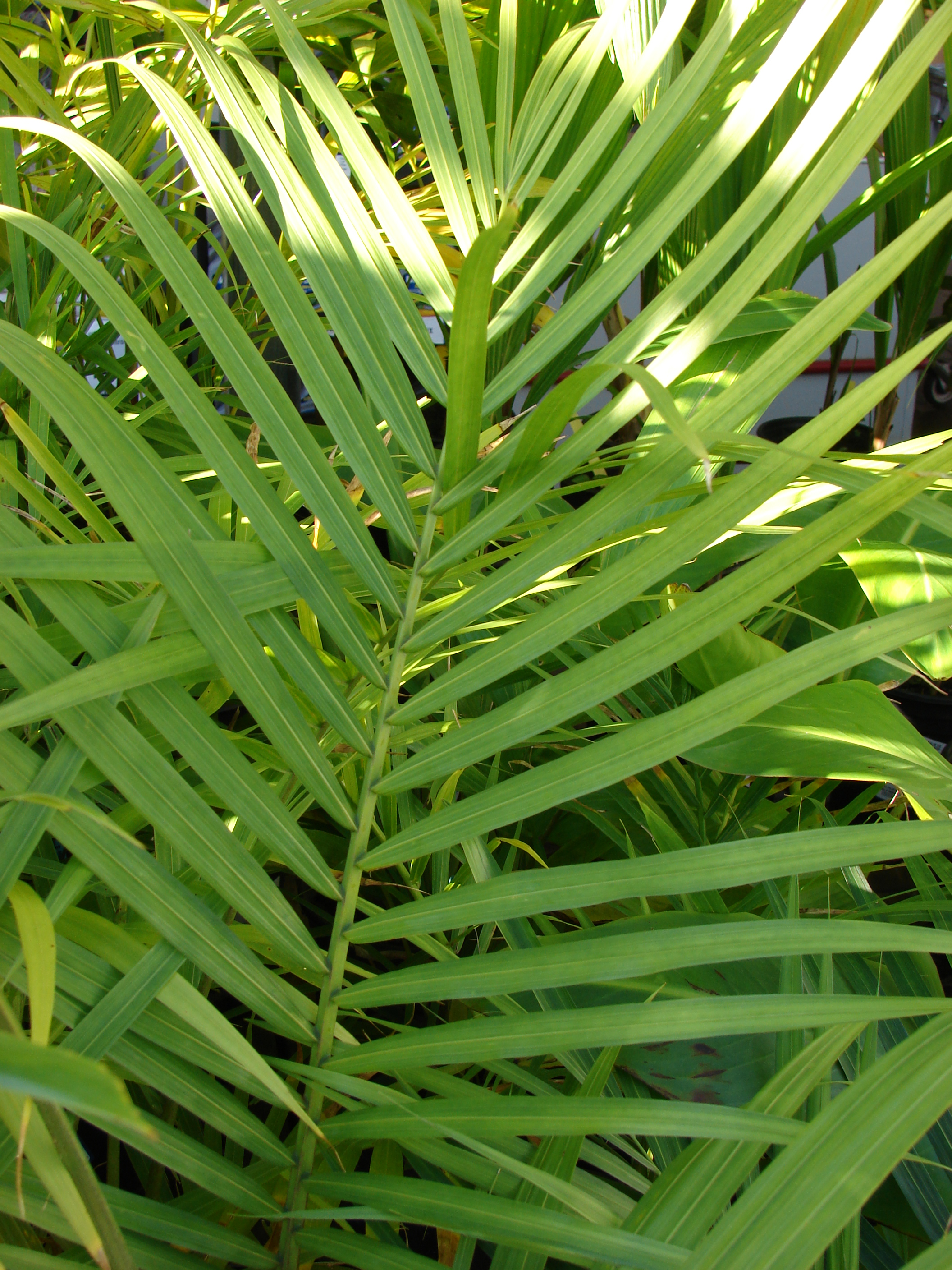
Palmwedel von Ravenea rivularis

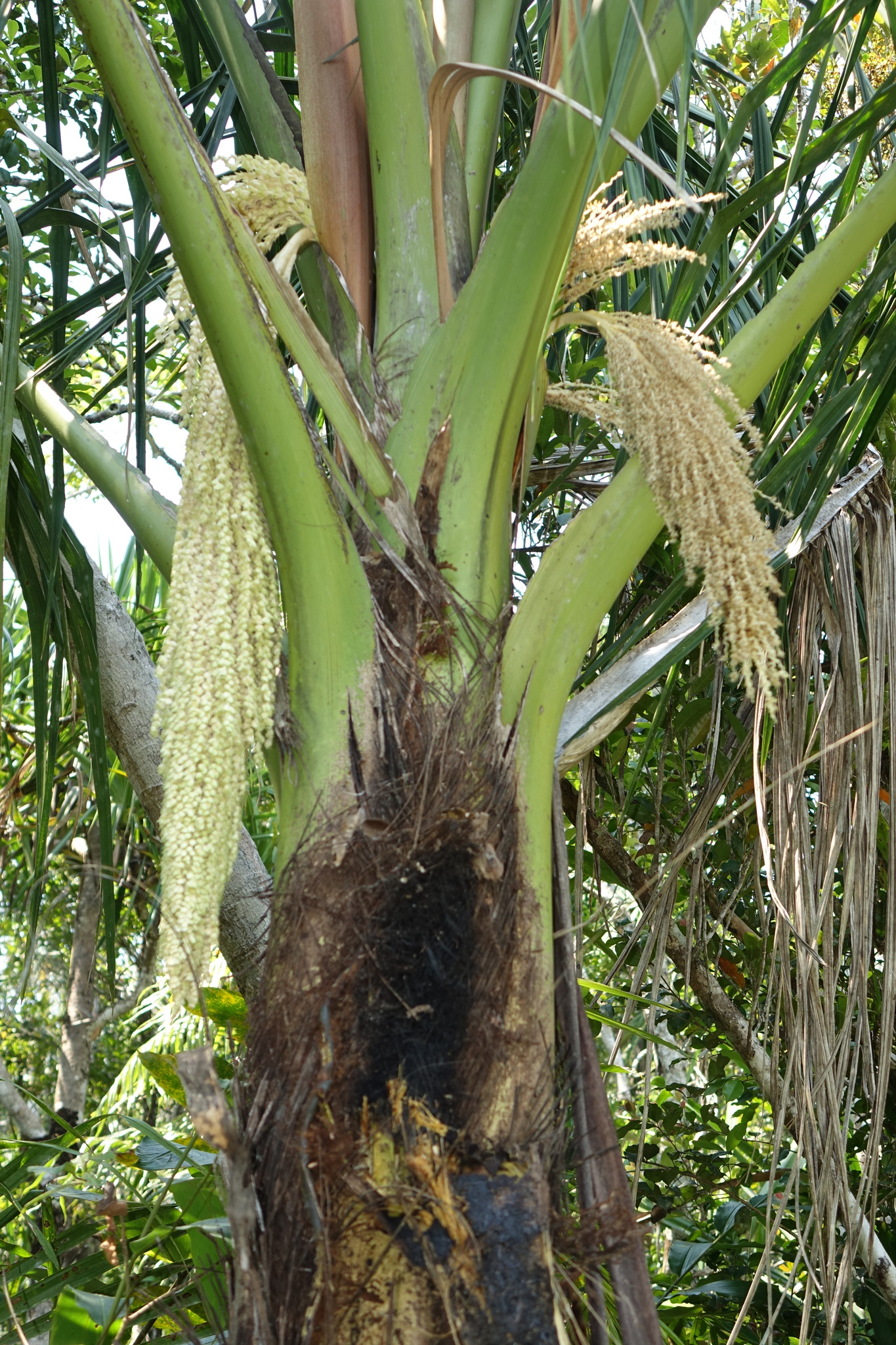
Blütenstände von Ravenea beentjei im Habitat

### Habitus
Vom Habitus sind die Ravenea-Arten sehr variabel. Einige Arten wie Ravenea hildebrandtii blühen bereits mit einer Wuchshöhe von einem Meter. Ravenea robustior erreicht Wuchshöhen von 25 Meter, ihr Stamm kann im erweiterten Mittelteil einen Durchmesser von 1 Meter erreichen. Der basale Teil des Stammes ist angeschwollen und kann den dreifachen Durchmesser des übrigen Stammes haben.
Die Blätter stehen etwas nach oben ab und bilden eine federballartige Krone, manchmal sind die Blätter auch bogig geneigt. Bei manchen Arten verbleiben die abgestorbenen Blätter an der Pflanze und bilden eine dichte Schicht um den oberen Teil des Stammes, etwa bei Ravenea louvelii und Ravenea xerophila.
Alle Arten mit Ausnahme von Ravenea musicalis besitzen im äußeren Bereich des Stammes eine Schicht von dicht stehenden, sehr harten Längsfasern, die zur Härte des Stammes beitragen. Die Stämme von Ravenea lakatra sind so hart, dass ihr Name im Gebiet von Manombo Kann selbst von einer Armee nicht gefällt werden bedeutet.

### Blätter
Die Blätter sind bei allen Arten spiralig angeordnet. Die Anzahl der Blätter reicht von 6 bis 28. Bei wenigen Arten verbleiben die Reste der Blattscheiden am Stamm, bei den meisten Arten ist der Stamm frei von Scheidenresten und die alten Blätter fallen glatt ab. Der Übergang von der Blattscheide zum Blattstiel ist undeutlich. Junge Scheiden sind zunächst geschlossen und werden dann von den später gebildeten Blättern aufgerissen. Sie zerfallen und verschwinden allmählich. Deutlich erkennbare Öhrchen fehlen. Von der Scheide verbleiben meist nur nach unten weisende, steife Fasern auf der dem Blattstiel gegenüberliegenden Seite. Der Blattstiel ist an der Oberseite meist gefurcht und hat manchmal scharfe Kanten. An der Rhachis setzen die unteren Blättchen an der Kante an, weiter oben setzen sie in schmalen Kanälen am Rand der Rhachis an.
Die Blättchen sind zahlreich und regelmäßig angeordnet. Die Blättchen an einer Rhachisseite stehen immer in einer Ebene. Die Blättchen sind fast immer kahl, manche sind mit einer dünnen Wachsschicht überzogen. Einzig bei Ravenea albicans ist die Unterseite der Blättchen weiß behaart.

### Blütenstand und Blüten
Die Ravenea-Arten  sind zweihäusig getrenntgeschlechtig (diözisch); männliche und weibliche Blütenstände stehen an verschiedenen Individuen. Der Blütenstand steht immer zwischen den Blättern. Es gibt einzelne und vielfache Blütenstände: bei sieben Arten sind die männlichen Blütenstände vielfache Blütenstände, weibliche gibt es nur bei Ravenea madagascariensis. Es handelt sich dabei um falsche vielfache Blütenstände, bei dem die Achsen der Blütenstände in der Achsel eines einzigen Vorblattes entspringen. Der Blütenstand ist ein- oder zweifach verzweigt.
Die Blüten sind vom frühesten beobachtbaren Entwicklungsstadium an geöffnet, lange vor der Öffnung des Blütenstandes. Bei einem Teil der Arten sind in der männlichen Blüte die Staubblätter in zwei Reihen angeordnet: eine Dreiergruppe vor den Kelchblättern ist an der Basis der Blüte inseriert, die anderen vor den Kronblättern sind mit diesen teilweise verwachsen. Bei einigen dieser Arten wiederum sind die Kronblätter über ein Kallus-ähnliches Filament der vor den Kelchblättern stehenden Staubblättern miteinander verbunden.

### Früchte
Die Überbleibsel der Narbe variieren stark bezüglich ihrer Lage an der Frucht: von apikal über sub-basal, auch subapikal oder seitlich. Die Farbe der Frucht reicht von gelb über orange und rot bis dunkel-purpur und schwarz. In dunklen Früchten befindet sich um den einzigen bis drei Samen ein sklerotisches Endokarp. Bei den meisten Früchten ist das Mesokarp fleischig. Lediglich bei Ravenea musicalis ist es schwammig, wodurch die Früchte im Wasser schwimmen.
Die kleinsten Früchte sind die von Ravenea rivularis mit 7 bis 9 mm Durchmesser (Samen 5 bis 6 mm). Die im Regenwald wachsende Ravenea krociana hat 25 bis 30 mm große Früchte.

## Ökologie
Bestäubung und Ausbreitungsmechanismen sind praktisch völlig unbekannt. Als Blütenbesucher sind Bienen und Käfer bekannt. Bei Ravenea dransfieldii verströmen die Blüten einen dicken, stinkenden Geruch.
Die Früchte der meisten Arten sind fleischig und bunt. Möglich wäre eine Ausbreitung durch Vögel oder Lemuren. Die Früchte von Ravenea musicalis werden ziemlich sicher vom Wasser ausgebreitet; sie schwimmen, und die Samen keimen bereits in der schwimmenden, geschlossenen Frucht.
Die Blütezeiten sind ebenfalls kaum bekannt, die meisten Arten dürften zwischen August und Oktober blühen, die Früchte reifen von Jahresbeginn bis März.

## Vorkommen
Die Gattung Ravenea kommt nur auf Madagaskar und den Komoren vor.
Die Ravenea-Arten  besiedeln eine Vielzahl von Standorten vom trockenen Buschland über Tiefland-Regenwälder bis hin zu Erika-Heideland in den Bergen. Eine Art wächst im Wasser.

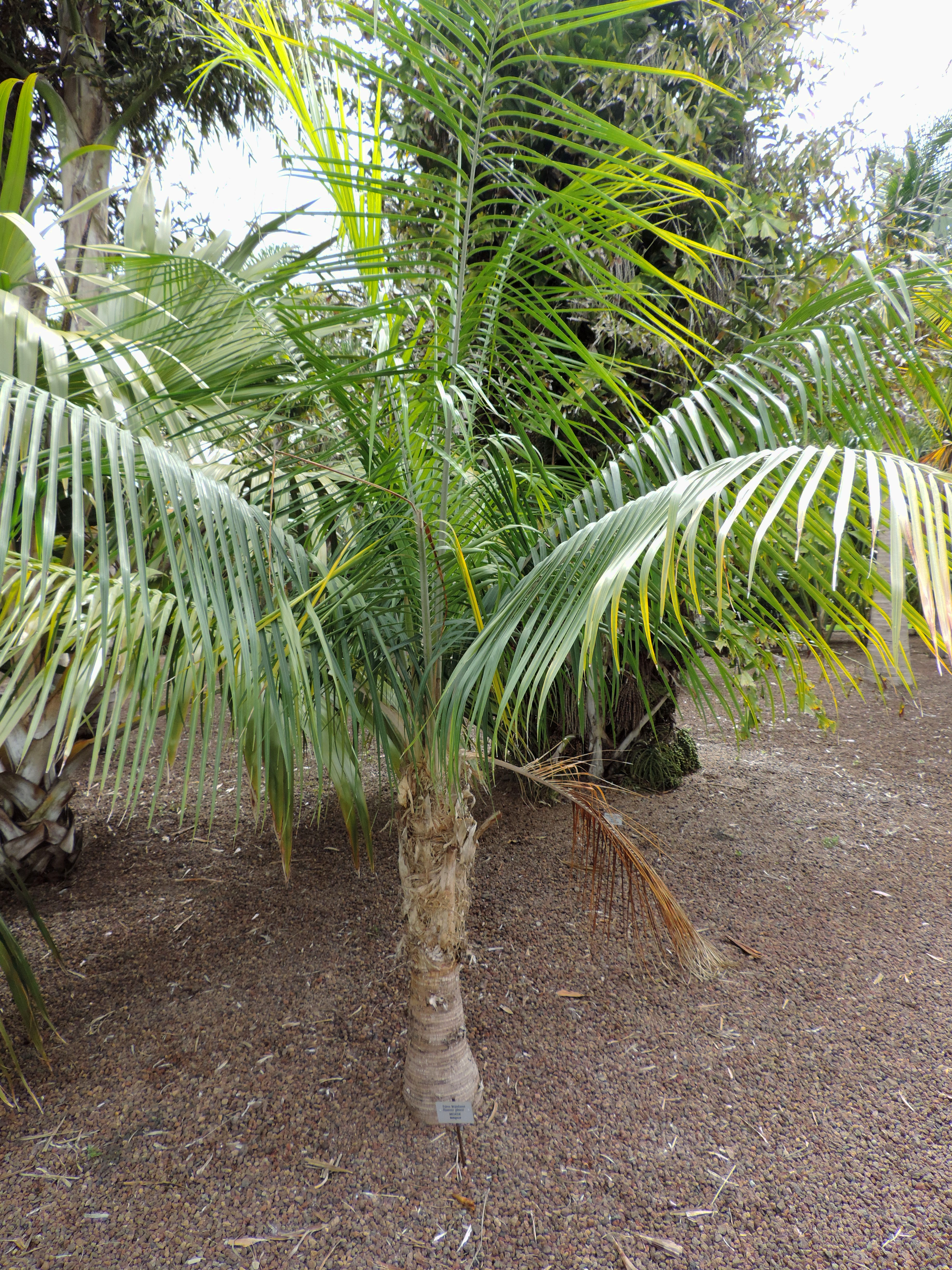
Ravenea glauca

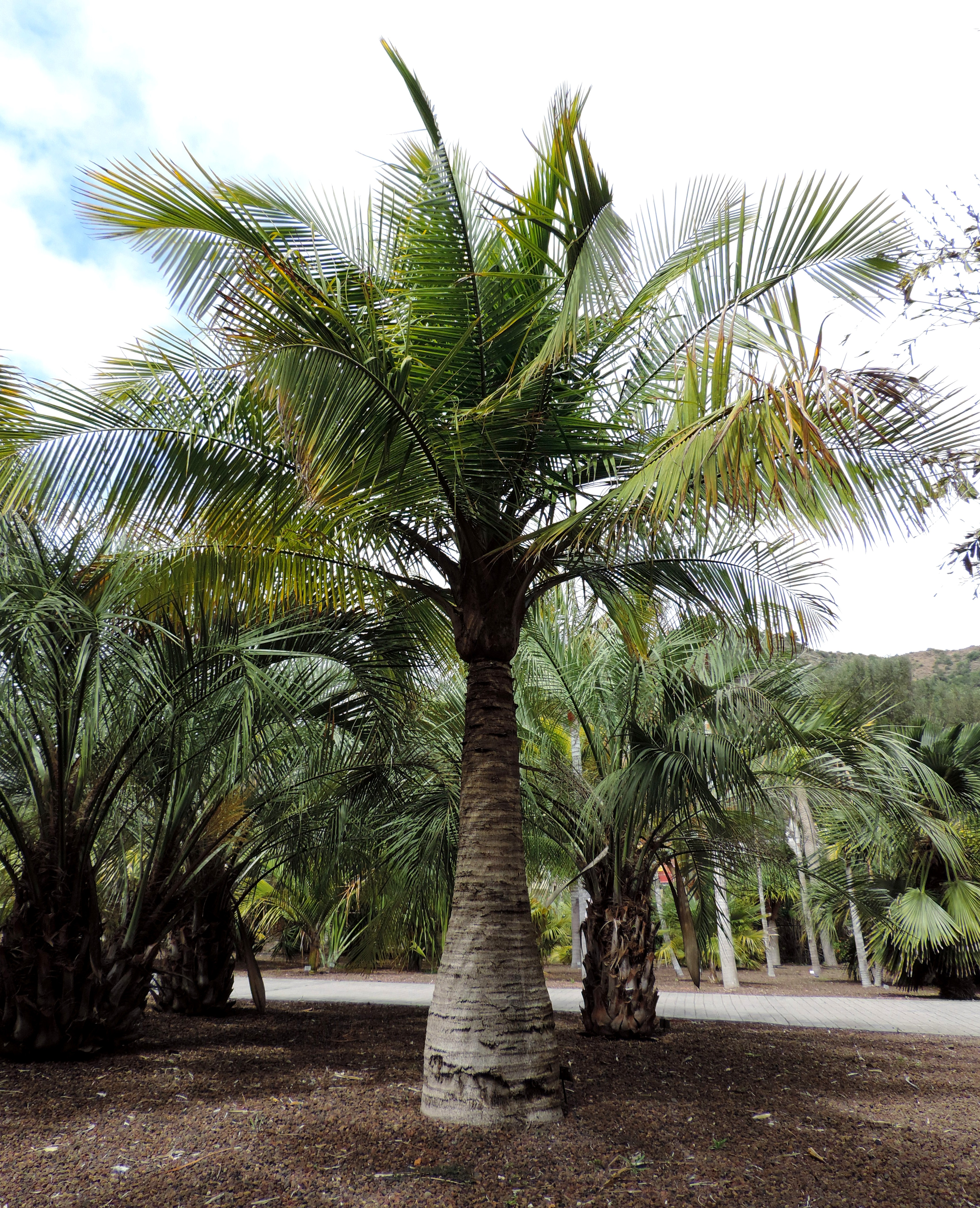
Ravenea madagascariensis

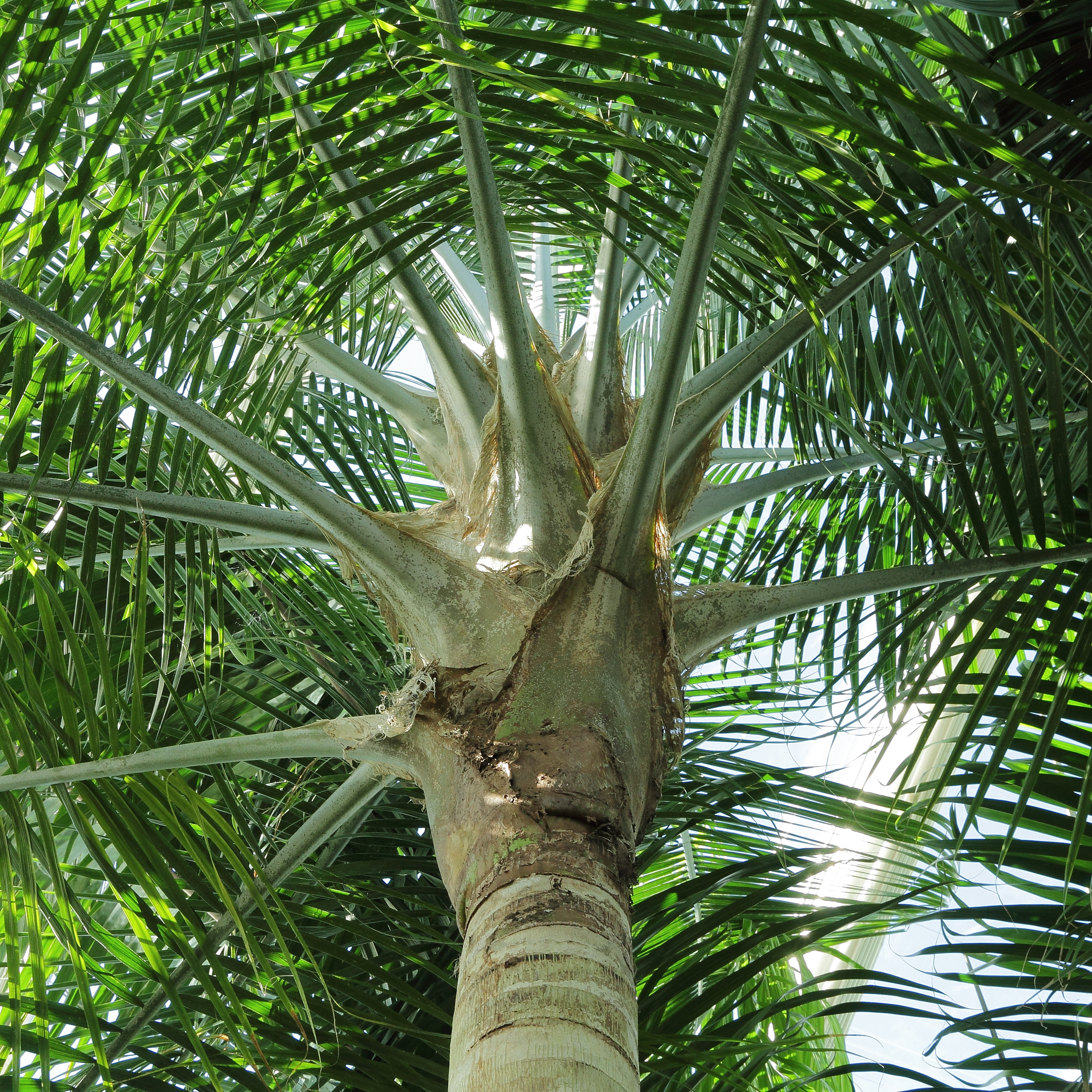
Ravenea rivularis

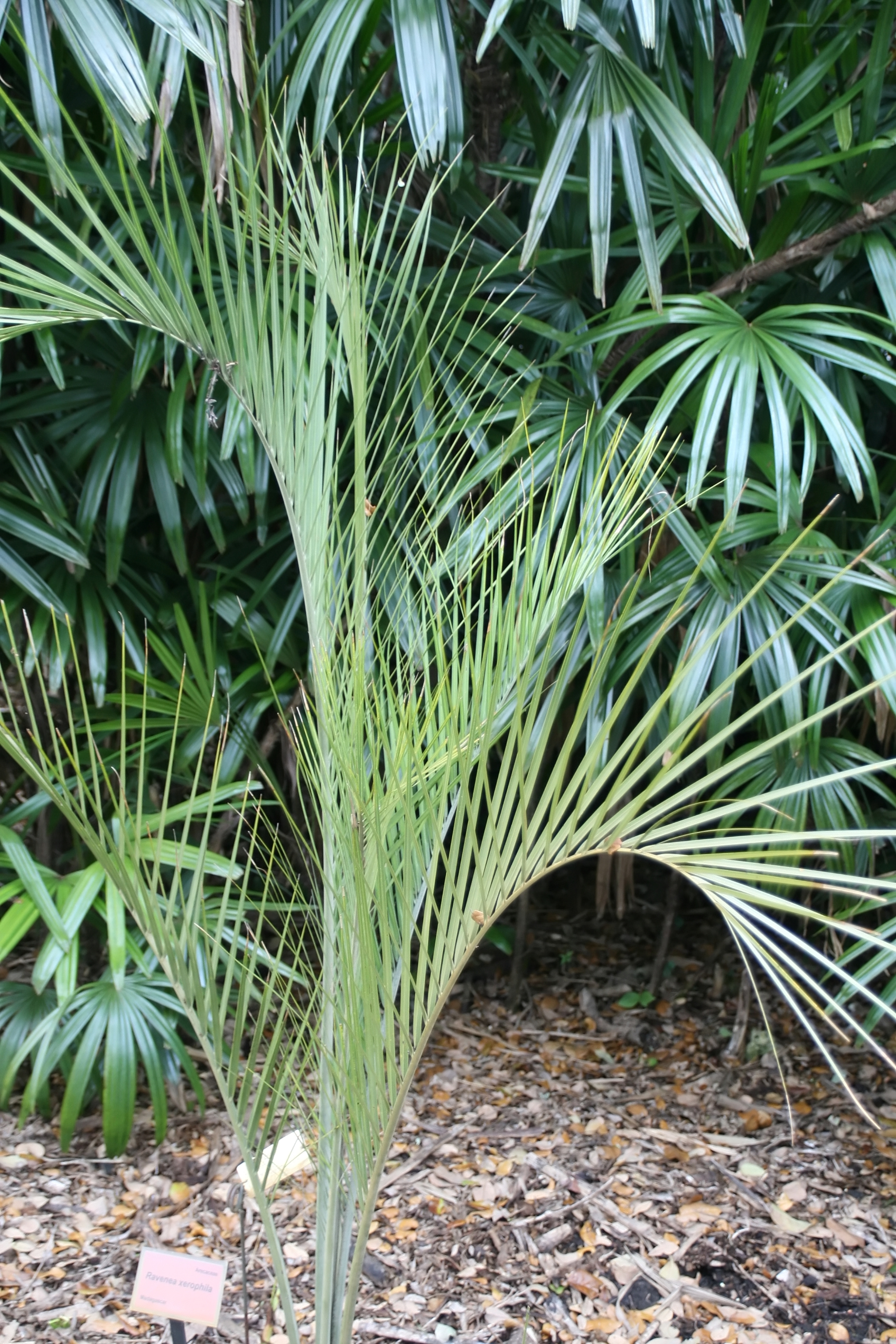
Ravenea xerophila

## Systematik
Die Gattung Ravenea wurde 1878 von Carl David Bouché in Monatsschrift des Vereines zur Beförderung des Gartenbaues in den Königlich Preussischen Staaten für Gärtnerei und Pflanzenkunde, Band 21, Seite 197, 323, 324 aufgestellt. Bouché hatte den Namen von Hermann Wendland übernommen. Die Gattung Ravenea ist nach dem Berliner Louis Ravené benannt; Ravené war ein Berliner Eisengroßhändler, Mäzen und Förderer des Gartenbaus.
Ravenea H.Wendl. ex C.D.Bouché wird innerhalb der Familie in die Unterfamilie Ceroxyloideae, Tribus Ceroxyleae eingeordnet. Henk Jaap Beentje hat in seiner Monographie zur Gattung die Arten der Gattung Louvenia zu Ravenea gestellt. Er listet 17 Arten; dazu kommen inzwischen weitere Arten.
Es gibt etwa 22 Arten:
- Ravenea albicans (Jum.) Beentje: Die Heimat ist das nordöstliche Madagaskar.
- Ravenea beentjei Rakotoarin. & J.Dransf.: Sie wurde 2010 aus Madagaskar erstbeschrieben.[3]
- Ravenea cycadifolia J.Dransf.: Sie wurde 2020 aus Madagaskar erstbeschrieben.[3]
- Ravenea declivium J.Dransf. & Rakotoarin.: Sie wurde 2012 aus Madagaskar erstbeschrieben.[3]
- Ravenea delicatula Rakotoarin.: Sie wurde 2008 aus Madagaskar erstbeschrieben.[3]
- Ravenea dransfieldii Beentje: Die Heimat ist das östliche Madagaskar.
- Ravenea glauca Jum. & H.Perrier: Die Heimat ist das südliche und zentrale Madagaskar.
- Ravenea hildebrandtii H.Wendl. ex C.D.Bouché: Die Heimat sind die Komoren.
- Ravenea hypoleuca Rakotoarin. & J.Dransf.: Sie wurde 2010 aus Madagaskar erstbeschrieben.[3]
- Ravenea julietiae Beentje: Die Heimat ist das östliche Madagaskar.
- Ravenea krociana Beentje: Die Heimat ist das südöstliche Madagaskar.
- Ravenea lakatra (Jum.) Beentje: Die Heimat ist das östliche Madagaskar.
- Ravenea latisecta Jum.: Die Heimat ist das östliche und zentrale Madagaskar.
- Ravenea louvelii Beentje: Die Heimat ist das östliche und zentrale Madagaskar.
- Ravenea madagascariensis Becc.: Die Heimat ist das zentrale und südöstliche Madagaskar.
- Ravenea moorei J.Dransf. & N.W.Uhl: Die Heimat ist Grande Comore, die Hauptinsel der Komoren.[3]
- Ravenea musicalis Beentje: Die Heimat ist das südöstliche Madagaskar.[3]
- Ravenea nana Beentje: Die Heimat ist das nördliche und das südöstliche Madagaskar.
- Ravenea rivularis Jum. & H.Perrier: Die Heimat ist das südwestliche Madagaskar.
- Ravenea robustior Jum. & H.Perrier: Die Heimat ist das nördliche und östliche Madagaskar.
- Ravenea sambiranensis Jum. & H.Perrier: Die Heimat ist Madagaskar.
- Ravenea xerophila Jum.: Die Heimat ist das südliche Madagaskar.

## Nutzung
Einige Arten sind lokal von wirtschaftlicher Bedeutung. Das äußere Holz einiger Arten wird für Holzböden und Tische verwendet. Das Holz scheint termiten-resistent zu sein. Das Palmherz einiger Arten wird gegessen: Ravenea albicans, robustior und sambiranensis. Aus den Fiederblättchen werden Hüte hergestellt. Die ausgehöhlten Stämme von Ravenea julietiae werden als Wasserröhren in der Bewässerung verwendet. Die Samen von Ravenea rivularis werden gehandelt, da die Art gärtnerische Bedeutung hat.

## Belege